# Sisyrinchium teleanthum
Sisyrinchium teleanthum är en irisväxtart som beskrevs av Pierfelice Ravenna. Sisyrinchium teleanthum ingår i släktet gräsliljor, och familjen irisväxter. Inga underarter finns listade i Catalogue of Life.